# Arbeitsgemeinschaft der Verbände deutschsprachiger Psychologinnen und Psychologen
Die Arbeitsgemeinschaft der Verbände deutschsprachiger Psychologinnen und Psychologen (ADP) wurde 1998 gegründet als Zusammenschluss des Berufsverbandes Deutscher Psychologinnen und Psychologen (BDP), des Berufsverbandes der Psychologinnen und Psychologen Liechtensteins (BPL), des  Berufsverbandes Österreichischer Psychologinnen und Psychologen (BÖP) und der Föderation der Schweizer Psychologinnen und Psychologen (FSP). Im Jahr 2002/2003 wurde diese Zusammenarbeit erneuert.
Sitz des Vereins ist Berlin.
Zu den Aufgaben gehört vor allem die Information über Aus-, Weiter- und Fortbildung, die Abstimmung zu rechtlichen Rahmenbedingungen der Berufsausübung im deutschen Sprachraum. In der Regel einmal jährlich findet eine gemeinsame Tagung statt. 